# Sands kirkja
Sands kirkja er en kirke på Færøerne i bygden Sandur på Sandoy. Den hører til Færøernes folkekirke. I 1969 blev kirken restaureret. Den var da i dårlig forfatning, og meget af tømmeret måtte skiftes ud. Da man fjernede gulvet og gravede der, fandt man rester fra fem ældre kirker ovenpå hinanden. Den ældste, som er en stavkirke, er sandsynligvis lavet i Norge og senere fragtet til Færøerne, antagelig i tidsrummet 1000–1100.
Den 8. november samme 1839 blev kirken indviet. Den er af bræddeklædt, sorttjæret tømmer, med græstag lagt på birkebark, og en hvidtagrytter i vestenden. Indvendig står kirken i umalet træ, men i modsætning til andre ældre færøkirker er korsgitteret af drejede balustre. En påsat brand forårsagede i 1988, at en del af kirken brændte. Den nedbrændte del blev genopbygget. Altertavlen er et maleri af Nadveren efter Da Vinci. En ældre altertavle er på museet i Tórshavn. Under taget hænger 2 kirkeskibe. En slup med navnet "Maria" og en traditionel færøbåd. Kirkeklokken er en tidligere skibsklokke med et tværmål på 36,2 cm. 

## Kirkerne i Sandur

### Kirke nr. 1
Det er svært at sige, hvor Færøernes første kirke har stået. Ifølge traditionen var den såkaldte Sigmundarsteinur en del af den kirke, som vikingehøvdingen Sigmundur Brestisson skulle have rejst på øen Skúvoy. Det var Sigmundur, som introducerede kristendommen på Færøerne.
Rent håndgribeligt er det dog i bygden Sandur, at vi finder den første kirke. Ved en udgravning under kirken i Sandur fandt man nemlig levn fra ikke mindre end fem ældre kirker. I det nederste lag var der stolpehuller, stensætning og grundsten fra en stavkirke, som menes at være fra den første kristne tid, dvs. omkring år 1000 e.Kr. Selve kirkerummet har været 5 x 4 meter og koret 2,5 x 2 meter. Døren har været placeret i den vestlige ende af kirken.

### Kirke nr. 2
Den næste kirke var lidt større end den første. Dette har også været en stavkirke, dog beklædt med en stenmur til alle sider, undtagen den vestvendte. Kirken er bygget på samme måde som de grønlandske middelalderkirker fra 11. – 13. århundrede og må derfor stamme fra den tidsperiode. I denne kirke fandt man forskellige artefakter fra den katolske tid, bl.a. et vievandskar af sten, et røgelseskar af bronze og en lille olielampe af rød tufsten. Under trægulvet fandt man 26 middelaldergrave. Der var både mænd, kvinder og børn begravet, og man mener derfor, at kirken har været privatejet, og at ligene stammer fra den slægt, som ejede kirken. Man fandt også mønter, hvoraf 33 stammer fra den tid, hvor kirken har været i brug. De fleste mønter var norske og stammede fra tiden mellem år 1220 til 1300.
Det har været i denne kirke, at den legendariske og berygtede præst Kálvur lítli (Lille Kalv) havde sit virke.

### Kirke nr. 3
Den tredje kirke stammer fra omkring år 1600 og eksisterede bevisligt i 1709-10, da den bliver nævnt i en udvalgsbetænkning, hvor alle de færøske kirker bliver nævnt.
I denne tredje kirke virkede en anden legendarisk Sandø-præst, nemlig Harra Klæmint (Clemen Laugesen Follerup fra Jylland). Man fortæller om Harra Klæmint, at han mageligt kunne bære sit jordiske gods på ryggen, da han kom til Færøerne, men da han døde, var han Færøernes rigeste mand. Historierne om hans grådighed lever endnu i sagnene, og det var sjældent med ærlige midler, han erhvervede sit store jordegods. Harra Klæmint havde ikke mindre end 23 børn.

### Kirke nr. 4
Den fjerde kirke blev bygget kort efter 1710, og havde som den første et våbenhus. Her virkede Harra Klæmints søn, Peder Clemensen, som dog, ifølge traditionen, var betydelig mere sympatisk end sin far.

### Kirke nr. 5
I 1763 blev der igen bygget en ny kirke. Der er ikke meget at fortælle om denne kirke, andet end at den var større end den forrige og også havde våbenhus og kor.

### Kirke nr. 6
I 1839 blev der så igen bygget en ny kirke, denne gang endnu større og med er klokketårn. Denne kirke stod til 1988, hvor en påsat brand ulykkeligvis forårsagede, at en del af kirken brændte. Den nuværende kirke er genopbygget og en nøjagtig kopi af den fra 1839.

### Møntfundet
I 1863 kom daværende sysselmand M. A. Winther gående langs kirkegården, hvor man var i færd med at grave en grav. Han fik da øje på noget i jorden, som skulle vise sig at være den eneste store møntskat, som er fundet på Færøerne. Der var 98 mønter fra tiden mellem år 1000 og 1090, altså fra den tid, hvor den første kirke eksisterede. En nærmere undersøgelse viste, at de ikke var nedgravet i kirken, men derimod i et beboelseshus tæt ved denne. Mønterne stammede fra Irland, England, Tyskland, Ungarn, Norge og Danmark.